# 匍匐苦荬菜
匍匐苦荬菜（学名：Ixeris repens）是一种菊科植物。这种植物分布于中国东北，华北、华东和华南；俄罗斯、越南、朝鲜、日本也有。